# 兎園会
兎園会（とえんかい）は、文政8年（1825年）、曲亭馬琴・山崎美成が発起人となり、文人が毎月一回集って、見聞きした珍談・奇談を披露し合った会の名前。その記録として『兎園小説』（とえんしょうせつ）が編纂された。

## 解説
会は文政8年正月から始まり、同年12月まで、各会回り持ちで行われた。会合に参加したのは正員として12名。客員が他に2名
- 曲亭馬琴（滝沢解）
- 山崎美成
- 関思亮
- 屋代弘賢
- 西原好和（西原一甫か）
- 大郷良則
- 桑山修理
- 亀屋久右衛門
- 荻生維則
- 清水正徳
- 中井豊民
- 滝沢興継（琴嶺）

屋代弘賢は「古今要覧塙」の編者として高名な国学者。山崎美成は「海録」の著者として知られている。滝沢琴嶺は馬琴の息子だが不肖で、琴嶺の回は馬琴が代筆したといわれている。内容は珍談奇談、現代でいうオカルト・ホラーや都市伝説、奇人変人から忠義、孝行話など多岐にわたる。

### 兎園会と耽奇会
兎園会に先立ち、文政7年（1824年）5月15日から山崎美成が中心となり、珍奇な古書画や古器物を持ち寄って考証を加える耽奇会という集まりが開催されていた。耽奇会には曲亭馬琴・屋代弘賢らのメンバーが参加していた（このほか谷文晁など）。耽奇会は翌文政8年11月13日まで20回にわたり開催され、『耽奇漫録』がまとめられている。
耽奇会に出品された「大名慳貪（だいみょうけんどん）」という道具（けんどん箱の豪華なもの）の「慳貪（けんどん）」という語をめぐり、中心メンバーである美成・馬琴が書簡で激しく論争し（けんどん争い）、両者は文政8年3月に絶交するに至った。

## おもな話題
- 虚舟
- 金霊
- 貧乏神
- オサキ
- 空狐
- 提灯火
- 立石様

## 兎園小説
『兎園小説』（とえんしょうせつ）は、兎園会で話し合われた異聞奇談の記録や考察を、馬琴が編者として（本名である「滝沢解」の名義で）まとめたものである。全12巻。文政8年（1825年）成立。『日本随筆大成』に収録。

### 外集・別集・拾遺・余録
兎園会が断絶した後も、馬琴は奇談を集め続けた。『兎園小説』には本集（全12巻）のほかに、外集・別集・拾遺・余録が計9巻ある。これらも『日本随筆大成』に収録されている。
『別集』には、馬琴と美成の「けんどん争い」の顛末が含まれる。「けんどん争い」は、蕎麦食や食器、蕎麦屋の営業形態など食文化を考察する貴重な史料となっており、明治期に国書刊行会が編纂した『新燕石十種』にも収録されている。
『余録』には、文化4年（1807年）に発生した永代橋崩落事故の逸話や、現代では性同一性障害とされるかもしれない人々に関する記述がある。